# SJ T21 sorozat
Az SJ T21 sorozat (korábban SJ T2 sorozat) dízel-hidraulikus mozdonysorozat, a MaK 800 D típus kissé átalakított verziója, melyet a Statens Järnvägar az 1950-es években szerzett be a gőzmozdonyok kiváltására a mellékvonalakon.
A sorozatból összesen 52 példányt gyártottak, 46-ot a német Maschinenbau Kiel és 6-ot a svéd AB Svenska Järnvägsverkstäderna. Az SJ T3 sorozat (később SJ T22 sorozat) típusjelöléssel további négy, svéd fejlesztésű, Svenska Rotormaskiner gyártmányú hajtóművel szerelt mozdonyt is gyártott.

## T2/T21
A Statens Järnvägar az 1950-es években összesen 56 példány kissé átalakított MaK 800 D típusú mozdonyra adta le a rendelését. 46 példányt a német Maschinenbau Kiel (MaK), 10-et pedig szerződéses alapon a svéd AB Svenska Järnvägsverkstäderna (ASJ) gyártott. Az ASJ által gyártott első öt egységet svéd fejlesztésű, Svenska Rotormaskiner (SRM) gyártmányú hidraulikus hajtóművel szereltek. Az előbbi típus a T2, utóbbi a T3 típusjelölést kapta, melyeket 1963-ban T21, illetve T22 jelölésre cseréltek.
Mivel hamar bebizonyosodott, hogy a svéd hajtóművek nem feleltek meg az elvárásoknak, ezért az ASJ által gyártott további hat mozdonyba már német Voith-hajtóművet építettek. Később az öt SRM-hajtóműves mozdonyból háromba Voith-hajtóművet szereltek és átsorolták azokat a T2 sorozatba.
A mozdonyok eredetileg jellegzetes vörösesbarna szín-összeállításúak voltak, elöl és hátul V alakú sárga csíkkal. Az 1990-es években néhány mozdony, köztük a T21 84 és 100, más festést kapott, miután magánüzemeltetőknek adták át.
A mozdonyokat az 1990-es évekig mind a tolatási, mind a fővonali szolgálatban használták.

### Készenléti mozdonyok
A T21 57, 58, 60, 64, 66–68, 70, 73, 74, 77, 81, 89, 90, 96, 98, 101, 102, 104, 106–108 és 110 mozdonyokat 1989–1990-ben a Banverket svéd vasúti igazgatóság készenléti mozdonyként stratégiai tartalékba helyezte. 2003-ban a mozdonyokat leselejtezték vagy eladták, többek között múzeumvasutaknak. A mozdonyokat az egész országban használták, különösen gyakran Nässjö és Kristinehamn környékén, de a T21-esek Stockholmban is láthatóak voltak.

## T3/T22
A T3/T22 sorozat ugyanazzal az alapkonstrukcióval rendelkezett, mint a T2/T21, de Svédországban gyártott hidraulikus hajtóművel szerelték. Ezt az öt mozdonyt az ASJ Falunban építette T3 72–76 pályaszámmal.
Ezek közül hármat, a T22 73, 74 és 76 pályaszámú gépeket 1959-ben T2-esekké alakították át, a T3 72 és 75 pedig 1964-ben T22 típusjelölésbe kerültek át. Az utolsó T22-est, a 72-es számút 1978-ban selejtezték.

## NBJ T
A Nora Bergslags Järnväg (NBJ) magánvasúttársaság négy, a T21-es típussal megegyező típusú mozdonyt vásárolt, de az SJ speciális módosításai nélkül. Az NBJ a T sorozatba osztotta be azokat, és a 21–24-es pályaszámokat kapták. Az első kettő mozdonyt 1958-ban, az utóbbi kettőt pedig 1963-ban gyártotta a MaK. Az 1958-as mozdonyok a MaK 800 D, míg az 1963-as egységek a 850 D típusprogramjába tartoztak. Ezek a mozdonyok az SJ egységeihez hasonló festést kaptak, azonban az alapszín piros volt.
A Nora Bergslags Järnväg az 1980-as években megszűnt, a T 21 és a T 24 pályaszámú egységeket 1986-ban selejtezték, a T 22-t és a T 23-at a Nora Bergslags Veteran-Jernväg múzeumvasúton megőrizték.

## Fordítás
- Ez a szócikk részben vagy egészben  a   SJ T21 című német Wikipédia-szócikk ezen változatának fordításán alapul.  Az eredeti cikk szerkesztőit annak laptörténete sorolja fel. Ez a jelzés csupán a megfogalmazás eredetét és a szerzői jogokat jelzi, nem szolgál a cikkben szereplő információk forrásmegjelöléseként.